# كباب دجاج
كباب دجاج هو كباب يتم شوائه بلحم الدجاج بدلاً من لحم البقر. يتم استخدام الشيش بشوائه على الفحم. يتم إضافة البصل أو الثوم المهروس مع الفلفل الحار (أخضر أو أسود أو أحمر) مع إضافة الزعتر. تعتبر أكلة شائعة في دول الشرق الأوسط وتختلف مكونات وطعمها حسب كل بلد.